# Phélise Regnard
Phélise Regnard (* um 1424; † 12. Januar 1475) auch Phélise Renard, Phélise Reynard und Félise Regnard geschrieben, war die erste Mätresse des französischen Kronprinzen Ludwig, noch vor dessen Thronbesteigung als Ludwig XI.

## Leben
Phélise stammte aus dem niederen Adel der Dauphiné. Ihr Vater war Aymar Regnard, seigneur de Saint-Didier, und Kastellan von Beaumont. Am 2. November 1447 heiratete sie Jean Pic, einen Bürgerlichen aus Grenoble. Möglicherweise war ihre Familie verarmt, sodass sie deshalb zu dieser Mesalliance gezwungen war. Die Ehe dauerte nur fünf Jahre, denn Pic starb 1552 und hinterließ seiner Witwe die Kastellanei Beaumont.
Wie und wann genau Madame de Beaumont, wie Phélise Regnard bei ihren Zeitgenossen genannt wurde, die Gunst des jungen Ludwig gewann, ist nicht überliefert, doch er machte sie um 1442 zu seiner Mätresse. Aus dieser Verbindung gingen zwei Töchter hervor:
- Guyette (* ca. 1445; † 1502),[1] ⚭ 1460 Charles de Sillons[5]
- Jeanne (* 1447; † 1519), Herrin (Dame) von Mirabeau und Usson, ⚭ 1465 Louis, Bâtard de Bourbon, Graf von Roussillon en Dauphiné, Admiral von Frankreich

Die zweite Tochter wurde am 25. Februar 1466 legitimiert. In der entsprechenden Urkunde wird Phélise Regnard explizit als Mutter Jeannes aufgeführt: „Johanna, filia naturalis Domini Regis per eum et Phelisiam Regnard, domicellam, nunc viduam, genita, uxor Ludovici de Borbonio Comitis Rossilionis, legitimata per litteras datas Aurelianis 25 feb. 1465. Sinè financiâ.“ Trotzdem wird oft auch Marguerite de Sassenage, eine andere Mätresse Ludwigs XI., als Jeannes Mutter genannt. Der Grund dafür ist, dass in einem 1661 erschienenen Buch über das Leben des Königs die Information zu finden war, die Mutter seiner illegitimen Töchter sei eine „Dame aus der Dauphiné, genannt Madame de Beaumont“, gewesen. In einer Publikation von Salvaing de Boissieu aus dem Jahr 1668 wird diese Dame dann fälschlicherweise als Marguerite de Sassenage, Witwe des Amblard de Beaumont, identifiziert. Diese falsche Zuschreibung wurde seitdem in zahlreiche genealogische Werke übernommen.
Phélise Regnard heiratete noch zweimal. Sie ging eine zweite Ehe mit Charles de Seillons ein, ehe sie Grâce d’Archelles zum dritten Ehemann nahm. Als Ludwig 1461 nach dem Tod seines Vaters den französischen Thron bestieg, bedachte er seine einstige Mätresse noch im gleichen Jahr mit der Kastellanei von La Mure.